# 海外にあるイランの工芸品の一覧

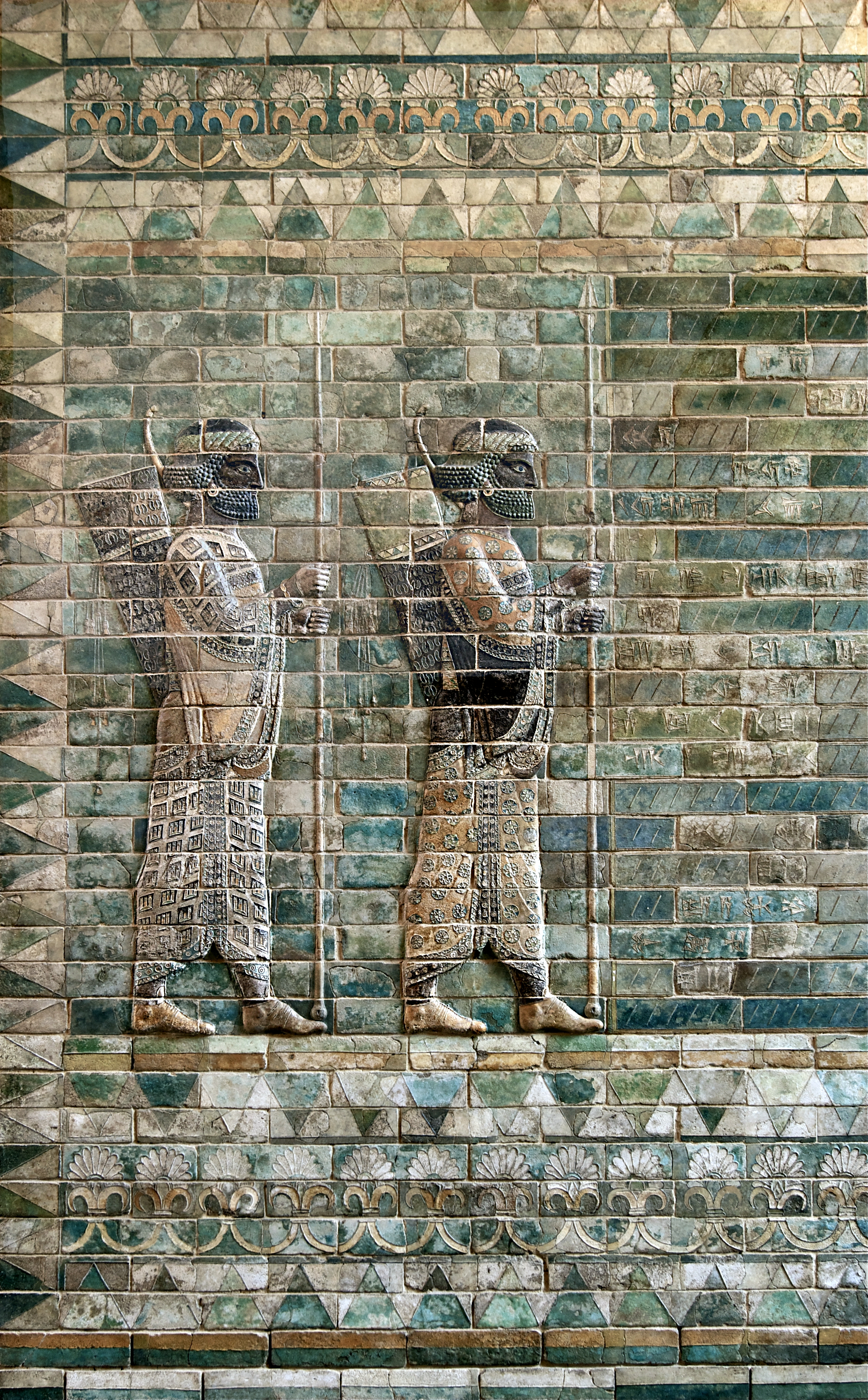
アフラ・マズダーがこの国を、（敵対的な）軍隊、飢饉、虚言から守ってくれますように！

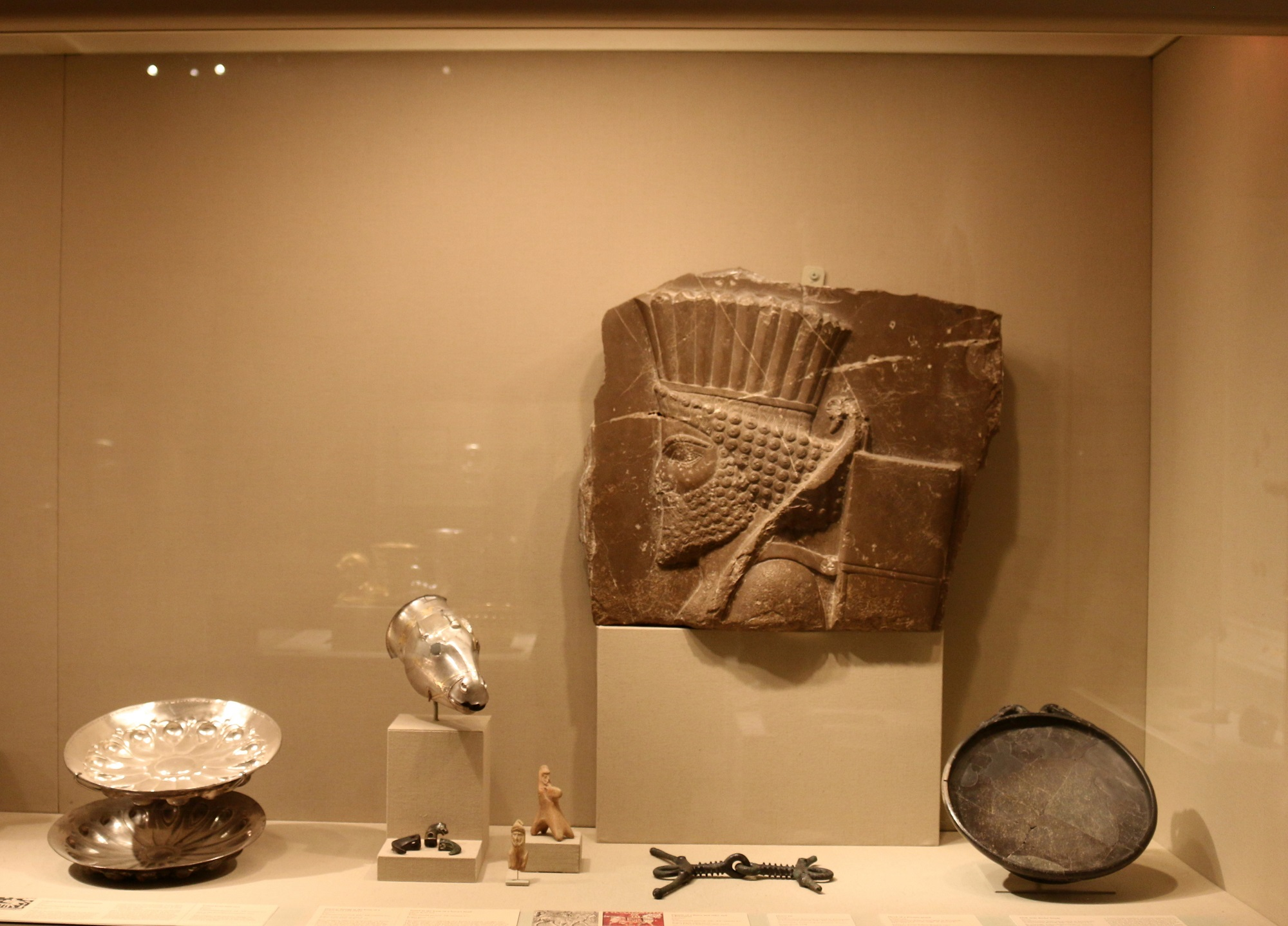
メトロポリタン博物館におけるペルシャの遺物。2015年、ニューヨークにて。

海外にあるイランの工芸品の一覧は、主にイラン国外の美術館に所蔵されている、イラン(ペルシア)の考古遺物のリストである   。

## アフガニスタン
1. バクトリアンゴールド（ティリアテペ）：金、銀、象牙などで作られた約20,600の装飾品、コイン、その他の種類の遺物のコレクション。紀元前1世紀頃から1世紀頃の宝飾品 [4]。
2. バーミヤンの仏像

## ギャラリー

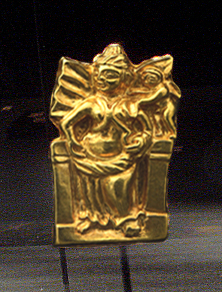
アフロディーテとエロス。墓II、ティリアテペ。
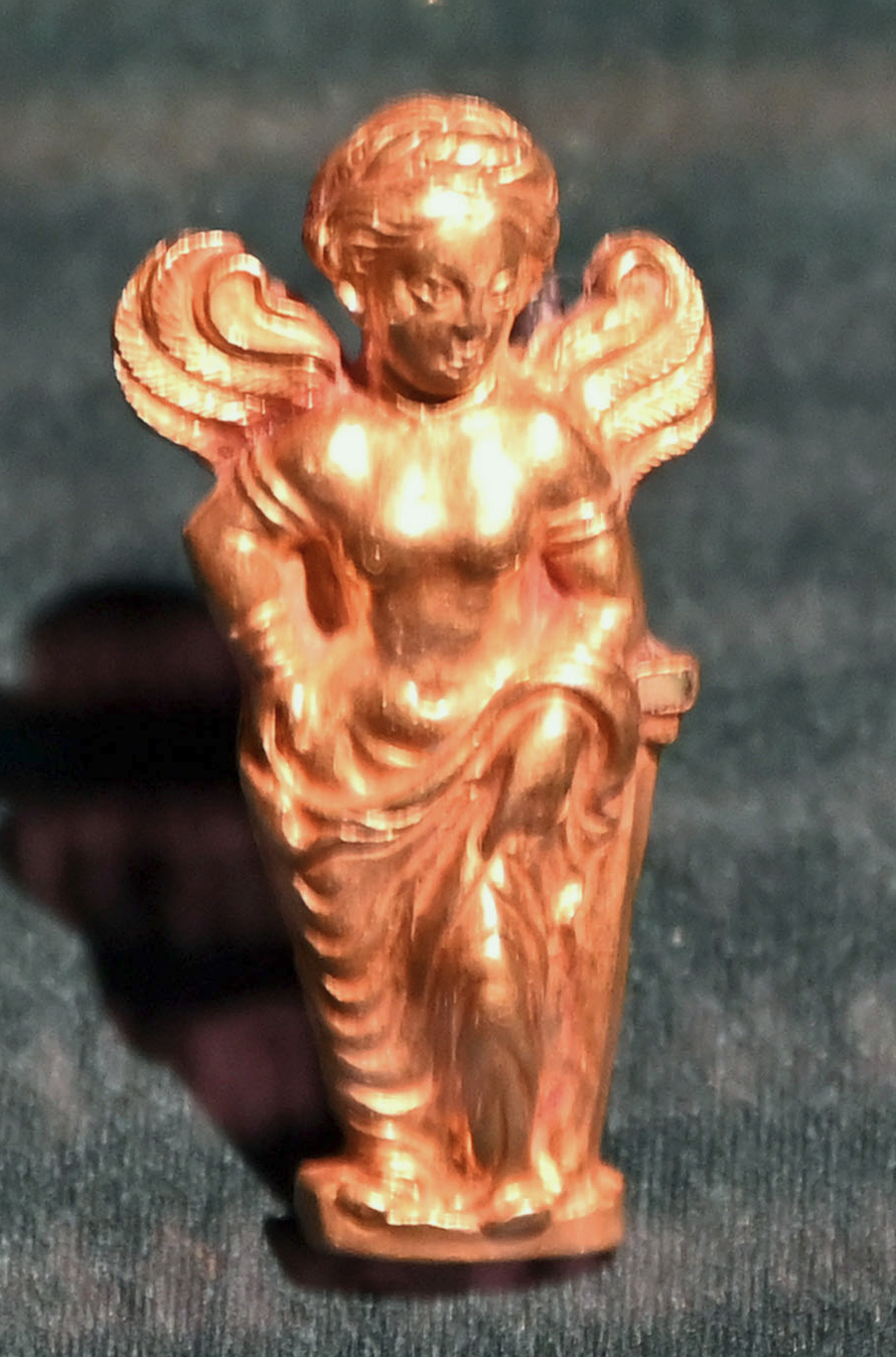
翼のある置物の彫像
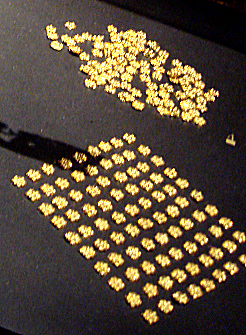
布の装飾。
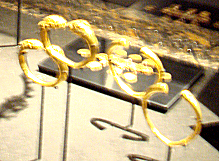
ブレスレット。
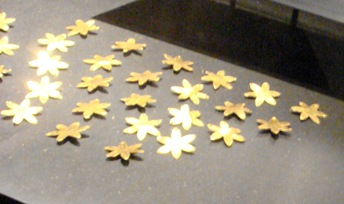
装飾的な星。墓I。
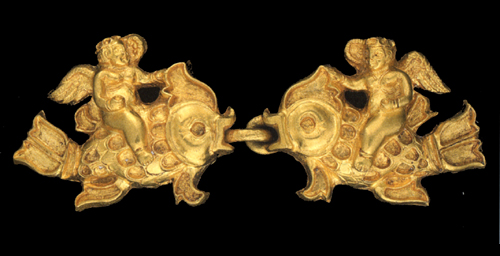
魚に乗ったアモリーニ、ティリアテペ。墓II。
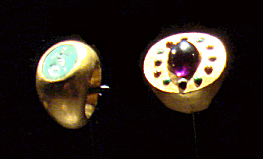
ティリアテペのリング。左は着席したアテナを表している。墓II。
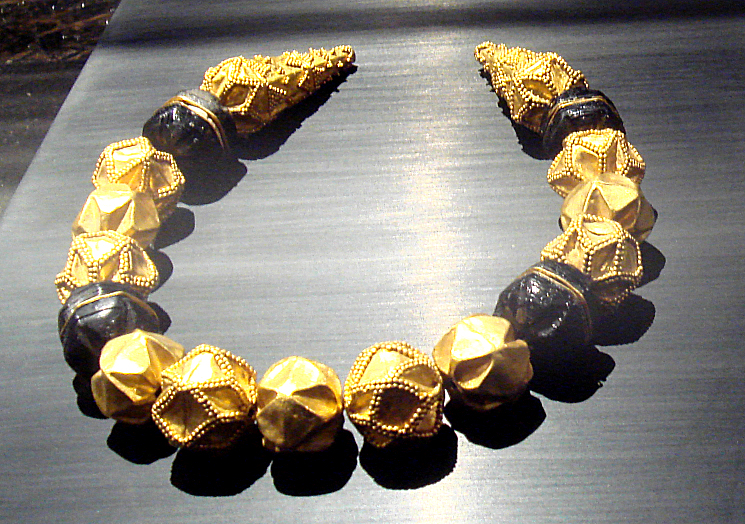
ネックレス。墓II。
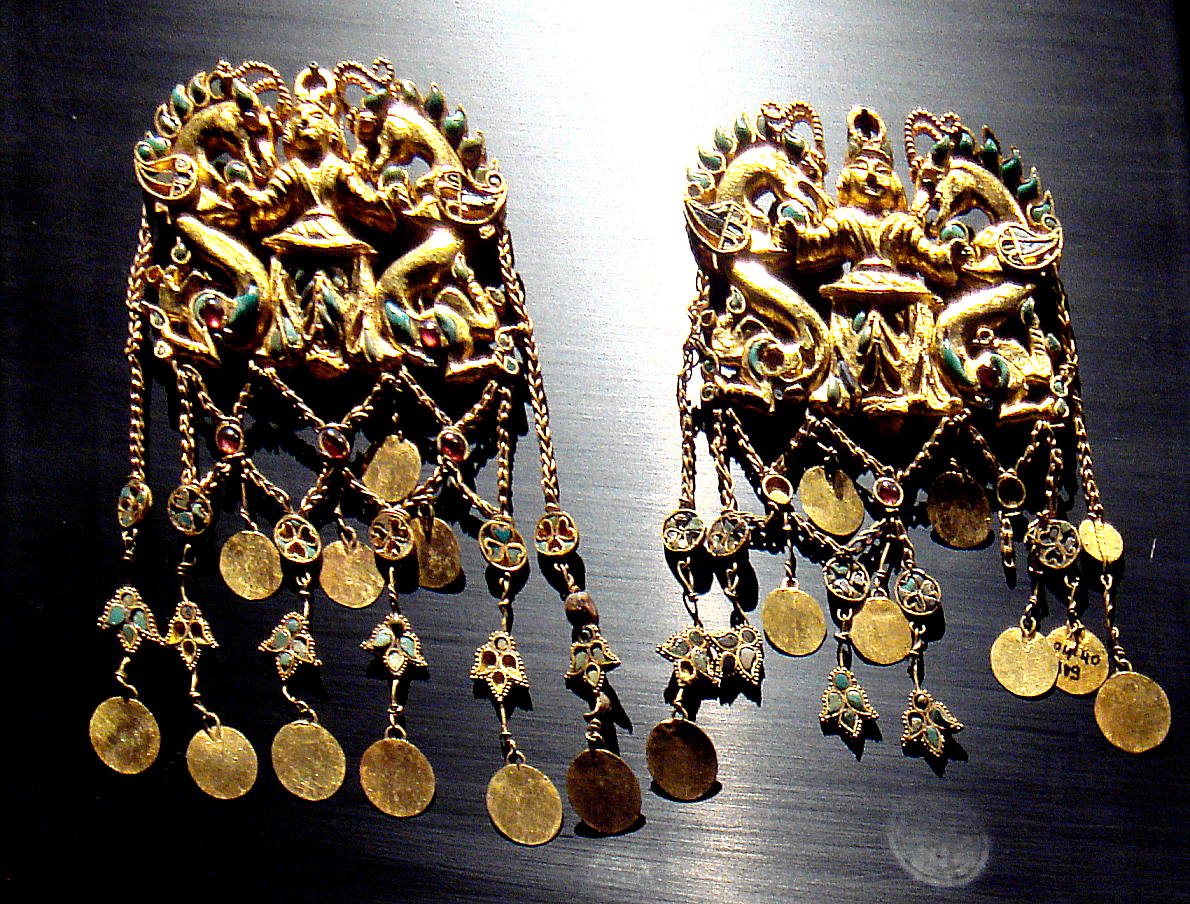
「ドラゴンと王」。墓II。
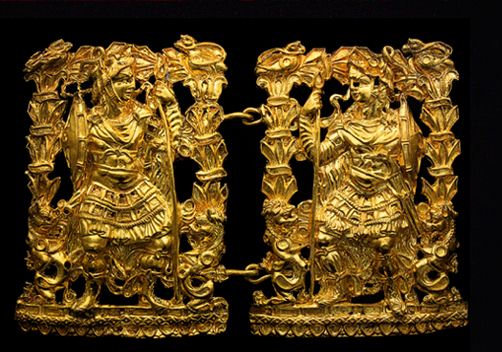
ギリシャの戦闘装備の鎧を着た男性。墓III。
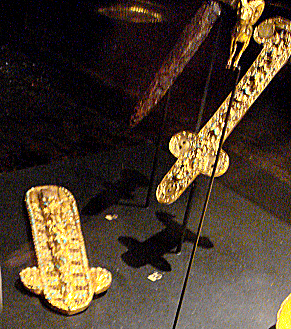
「アキナケス」ポリローブ装飾短剣。墓IV。
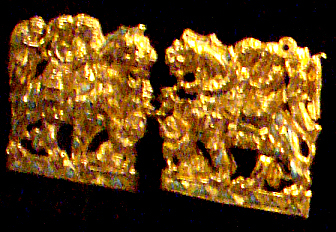
ライオンに乗っているディオニソスとアリアドネ。墓VI。

## アナトリア（トルコ）

クセルクセス楔形文字

ヴァンのクセルクセスI世の碑文 ：3か国語で刻まれた、アケメネス朝の王、クセルクセスI世（紀元前486〜465年）の碑文  。現在のトルコのヴァン湖の近く、ヴァン要塞に隣接する山の南斜面にある  。

## トビリシ（ジョージア）
アーテシュガー（Atashgah）。これは「火の場所」を意味し、ゾロアスター教の拝火神殿に関連している。トビリシのサーサーン朝ペルシアがジョージアを統治していた5世紀または6世紀にまでさかのぼる。ダゲスタン科学センターにはペルシアの写本が所蔵されている。

## ヨーロッパとアメリカ

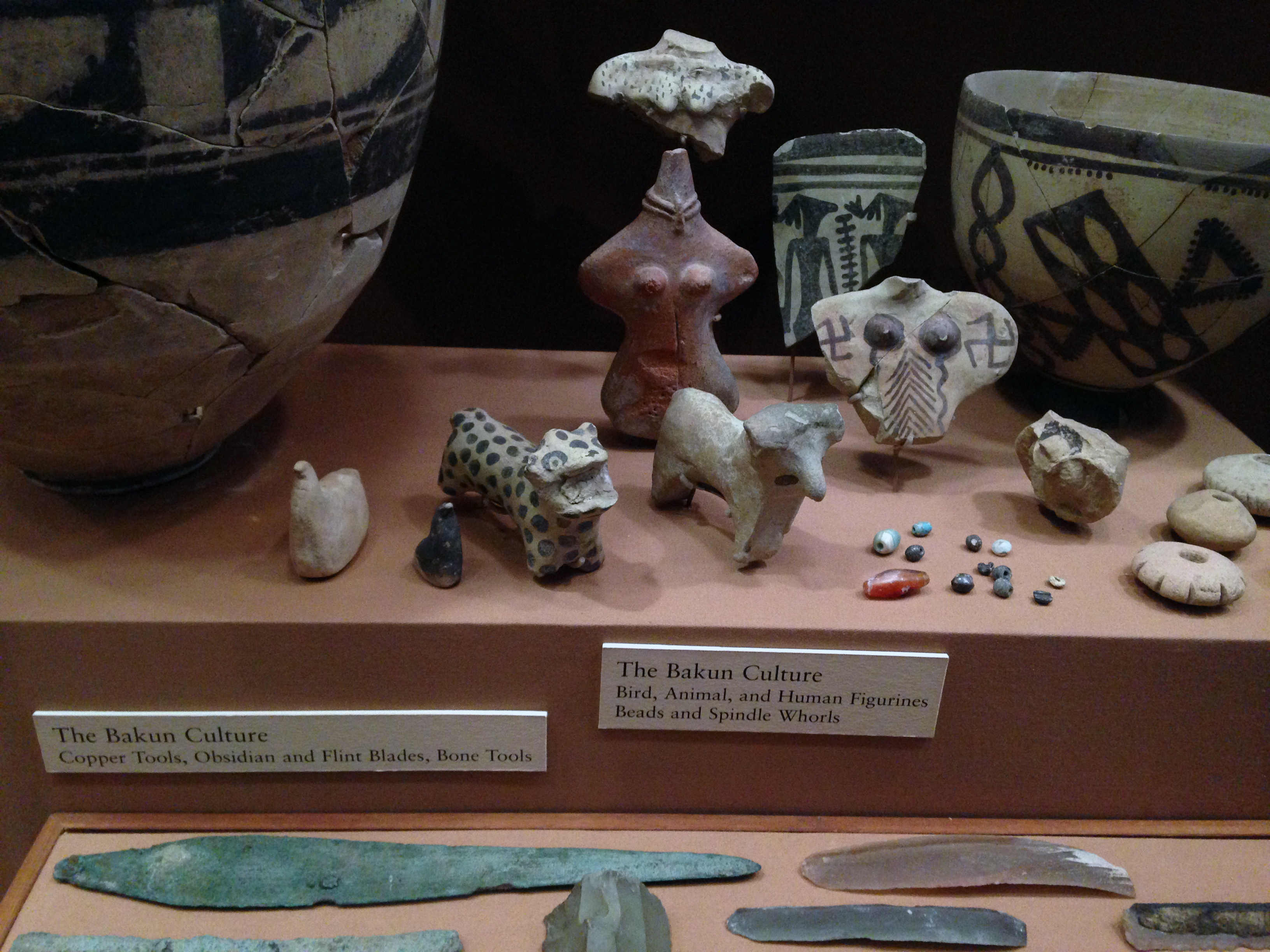
シカゴ大学オリエンタルインスティテュートのTall-iBakunの遺物

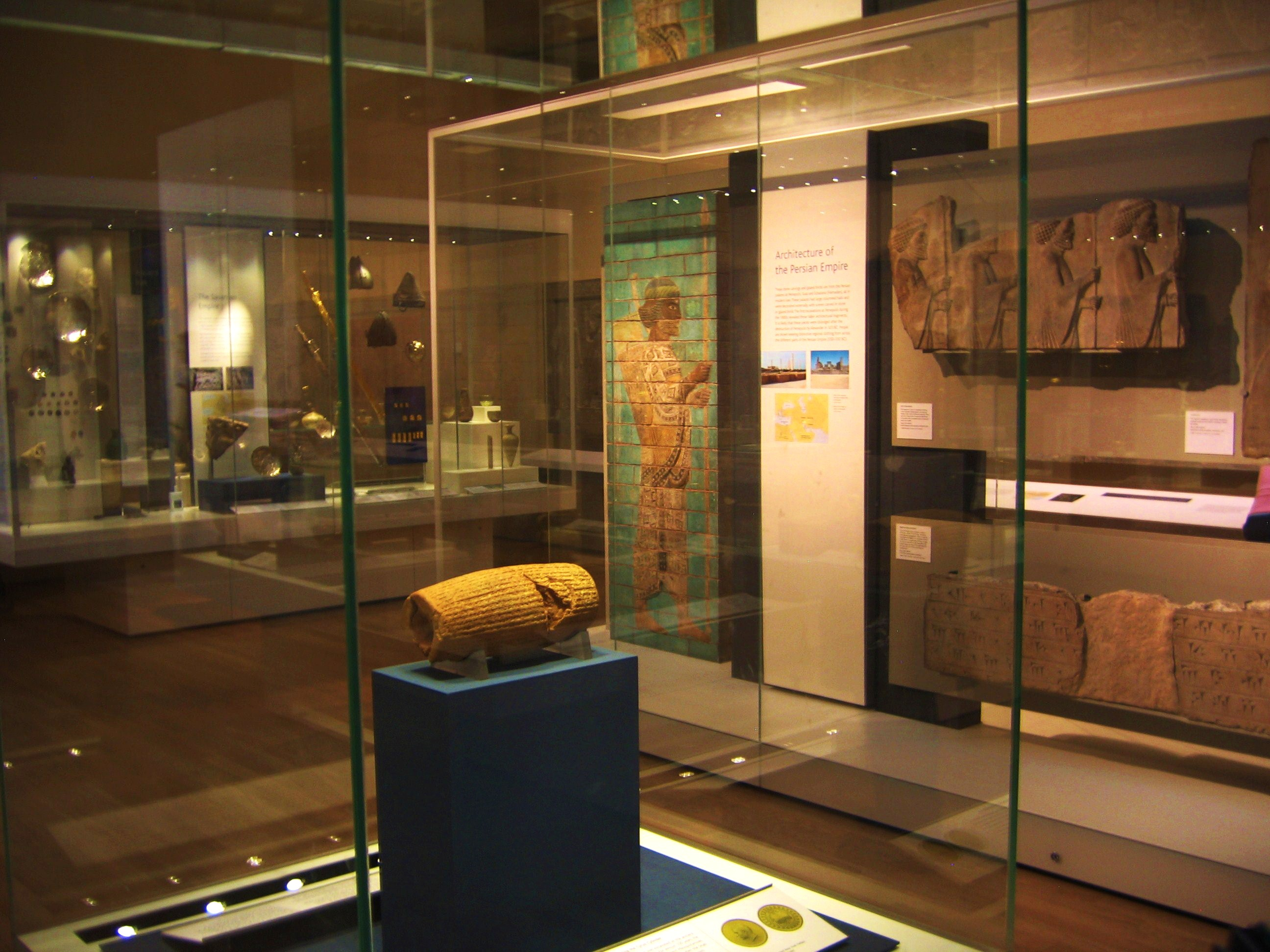
大英博物館（ロンドン）の52号室にあるキュロス・シリンダー

1. イギリス:大英博物館（ロンドン）の52号室にあるキュロス・シリンダーキュロス・シリンダーは紀元前6世紀にさかのぼる、古代の土製のシリンダーで、現在はいくつかの断片に分割されている。ペルシア帝国のアケメネス朝の王キュロス大王の名のもとに、アッカドの楔形文字で宣言が書かれている [9] [10]。紀元前539年にペルシアがバビロンを征服した後、新バビロニア帝国がキュロス大王に侵略され、彼の帝国に編入された後基準となるものとして作78成された。1879年にメソポタミア（現代のイラク）のバビロンの遺跡で発見された[9]。現在は、大英博物館が所有している。
2. フランス：ルーヴル美術館の近東古代遺跡部門（1881年設立）
3. アメリカ：メトロポリタン美術館には、古代ペルシアの遺物が展示されている。展示されている最も古いアイテムの中には、3500年前にさかのぼる、数十の粘土ボウル、水差し、刻まれたコインがある [11]。

## オクサス遺宝

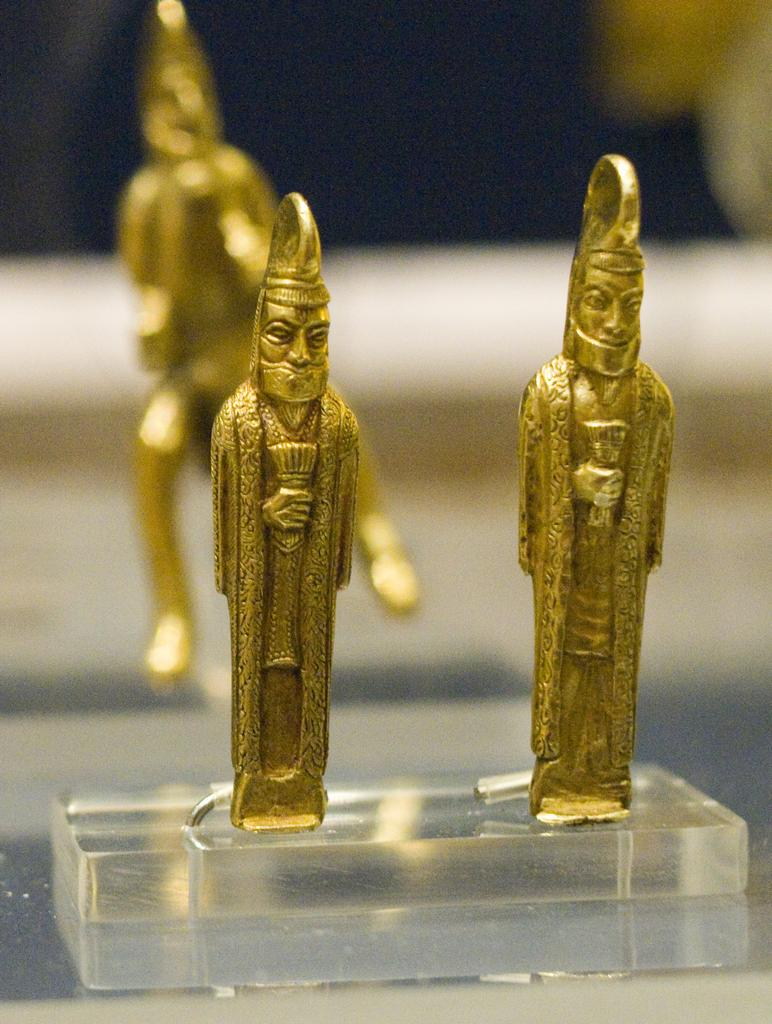
オクサス遺宝。バルソム（ゾロアスター教で使用する道具）を運ぶ金の小像。後ろには騎手。

オクサス遺宝（ペルシャ語：گنجینهآمودریا）は、アケメネス朝時代の約180体の金と銀の金属細工のコレクション（大部分はかなり小さいもの）と、約200枚の硬貨である。このコレクションは、1877年から1880年の間にオクサス川(アムダリヤ川)周辺で発見された 。金属細工は紀元前6世紀から4世紀にまでさかのぼると考えられているが、硬貨の範囲は広く、紀元前200年頃の宝物に属すると考えられているものもある 。これらの宝物の起源として、奉納品が長期間にわたって寺院に預けられていたという可能性が考えられるが、どうやって預けられたのかは不明である 。
現在、大英博物館にほぼすべての金属細工が残っている。著名なものの一つはグリフィンヘッドのブレスレットで、ビクトリア＆アルバート博物館から貸し出されている。

## 日本
MIHO MUSEUMは、小山美秀子氏によるアケメネス朝、サーサーン朝、西洋の骨董品の個人コレクションを所蔵している。この博物館の開館は1997年。所蔵品は2000点以上あり、そのうち一度に約250点が展示されている。所蔵品の中には、アケメネス朝中央アジアで生産されたと思われる1,200を超える品がある。一部の学者は、これらの品々はオクサス遺宝の一部であり、1877年に発見された直後に失われ、1993年にアフガニスタンで再発見されたものだと指摘している。
東京国立博物館は、陶器、絵画、書道、金属細工、彫刻、象眼細工の陶器、織物など、イランのさまざまな考古遺物を保存している。

## ギャラリー

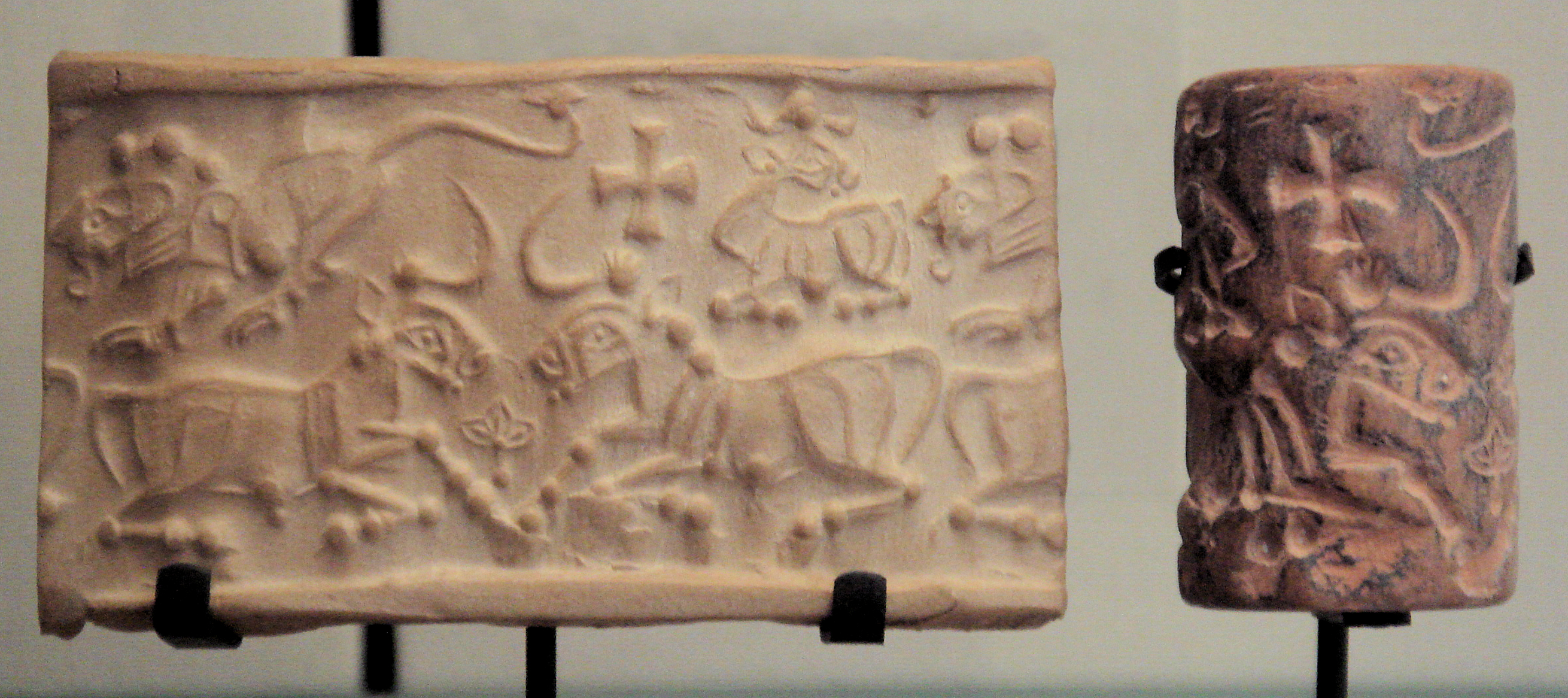
原エラムの円筒印章（ルーブル美術館）
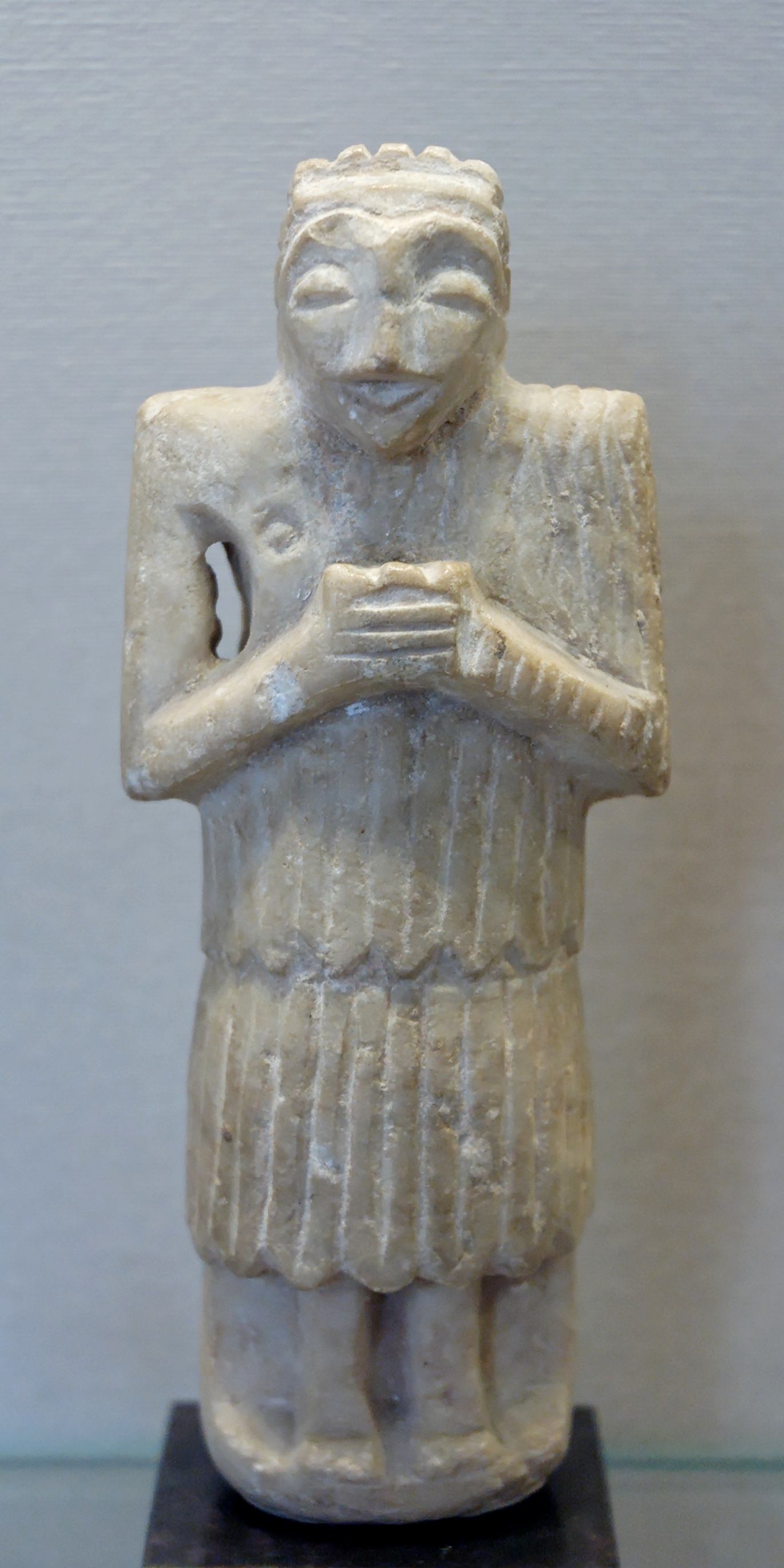
スーサIVのオランス像（ルーヴル美術館）
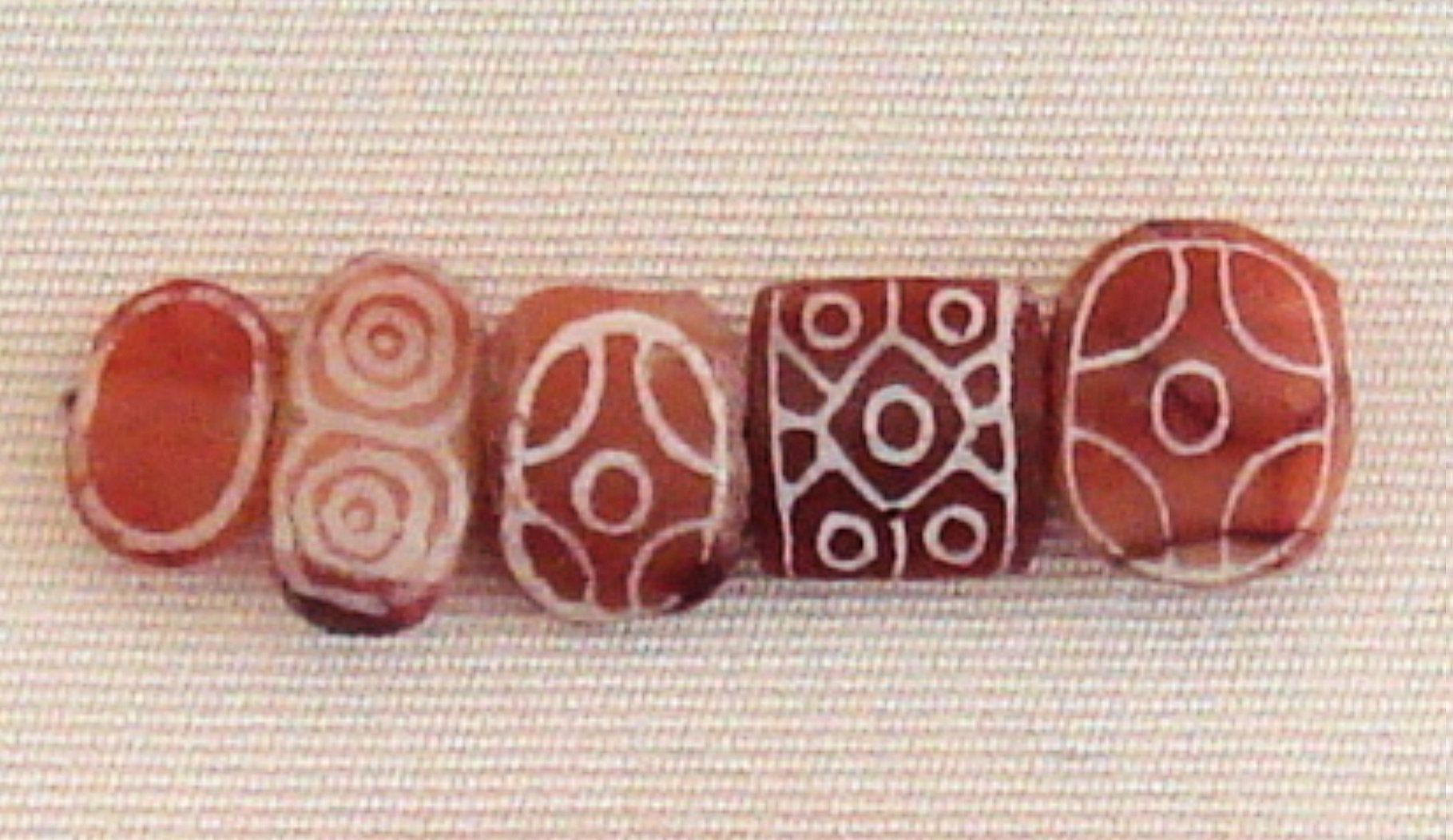
カーネリアンビーズ（ルーブル美術館）
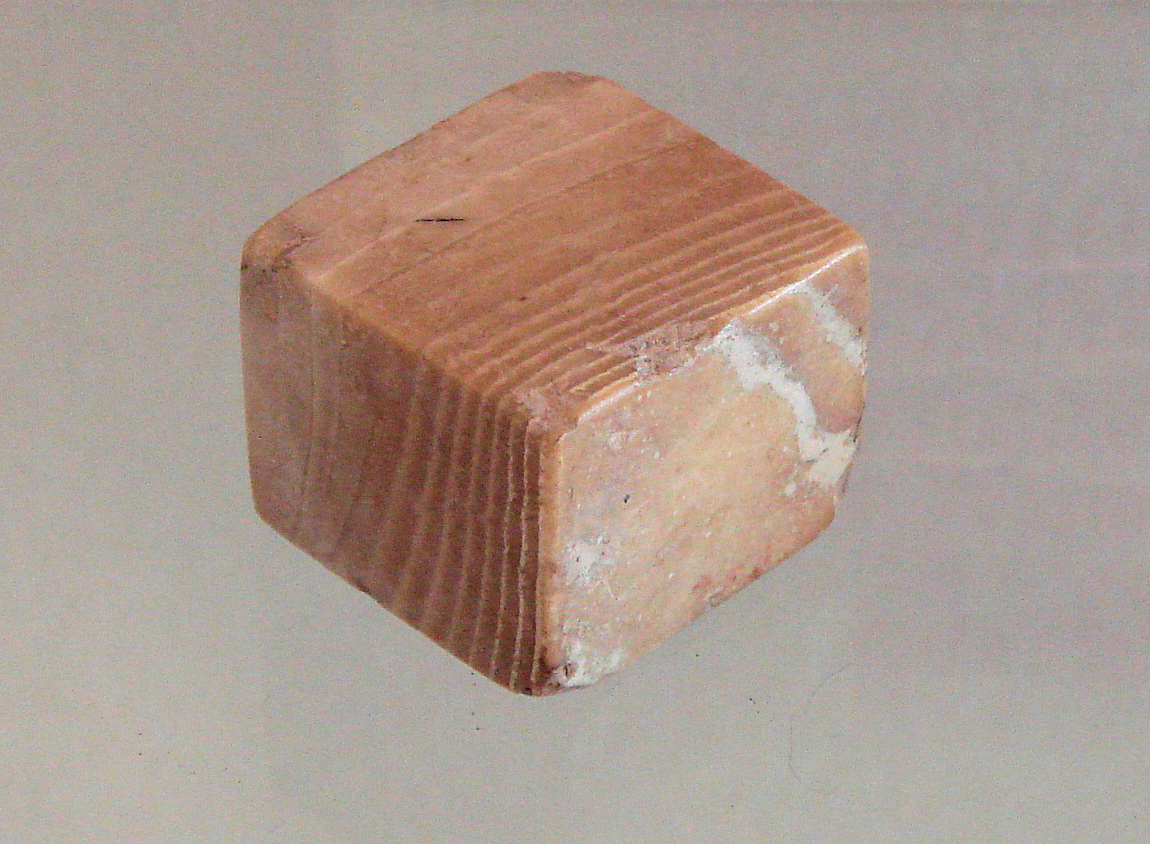
碧玉の分銅（ルーヴル美術館）
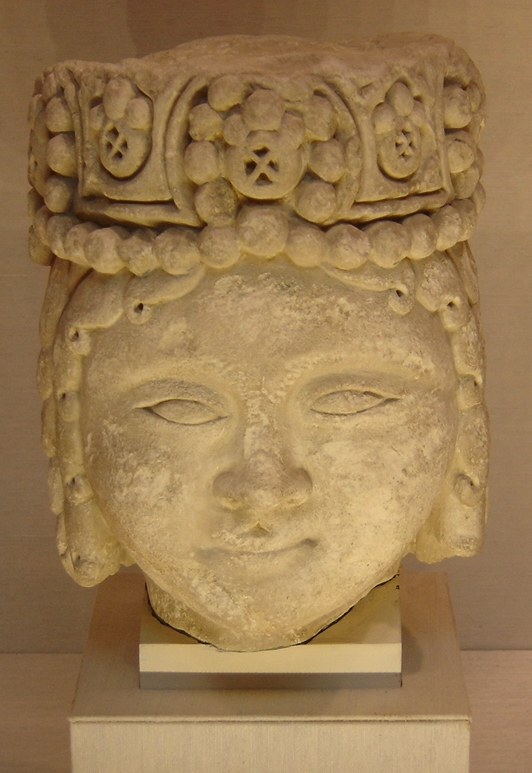
王室の男性（メトロポリタン美術館）
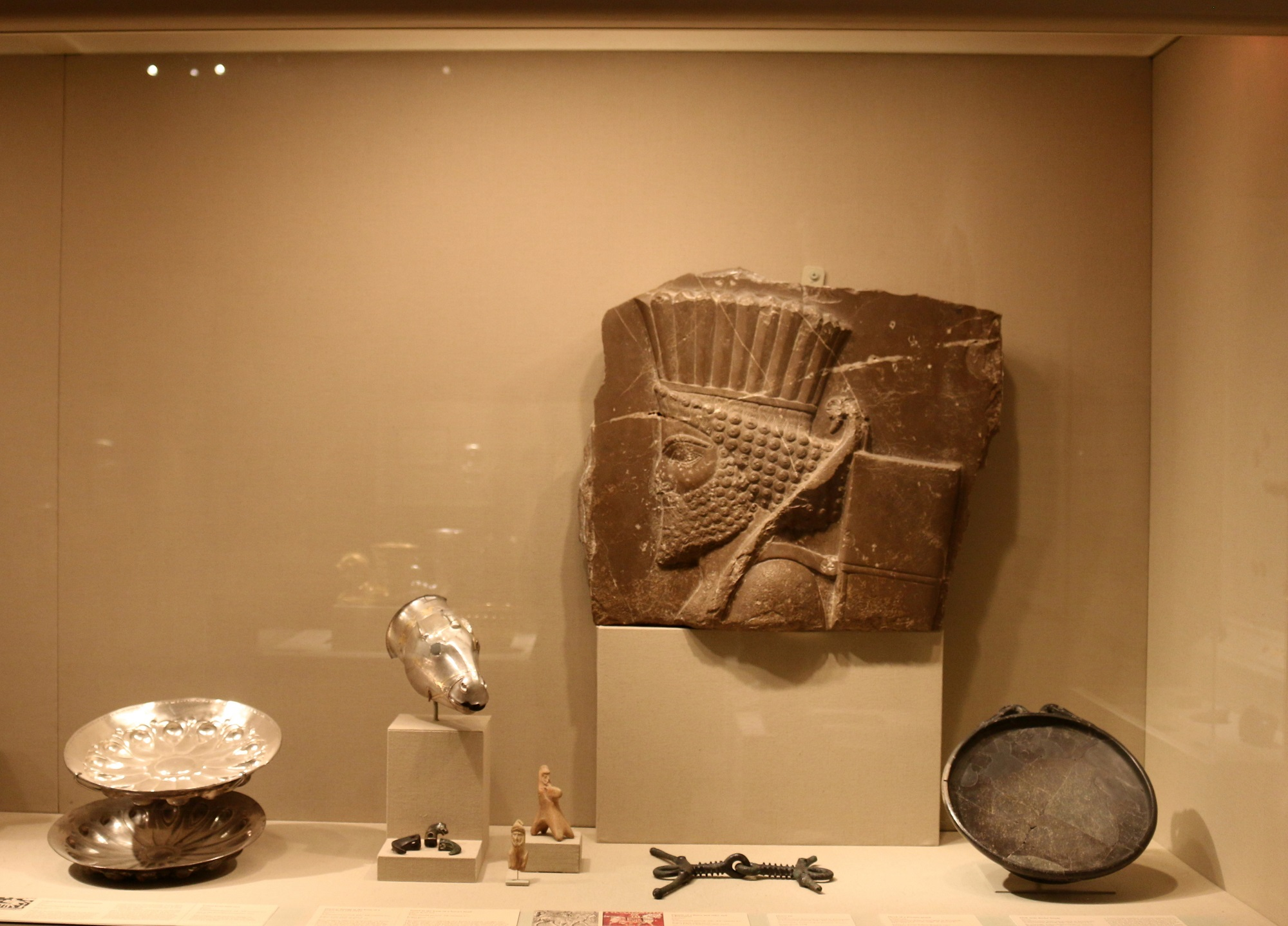
ペルシャの遺物（メトロポリタン美術館）